# Kerk van Juditten
De Kerk van Juditten (Duits: Kirche von Juditten, Russisch: Юдиттен-кирха) is een kerkgebouw in de vroegere voorstad Juditten, tegenwoordig het stadsdeel Mendelejevo in Kaliningrad (Koningsbergen).

## Geschiedenis en beschrijving

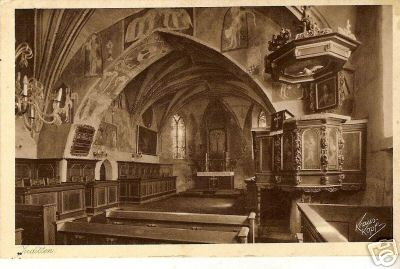
Het voormalige interieur van de Kerk van Juditten

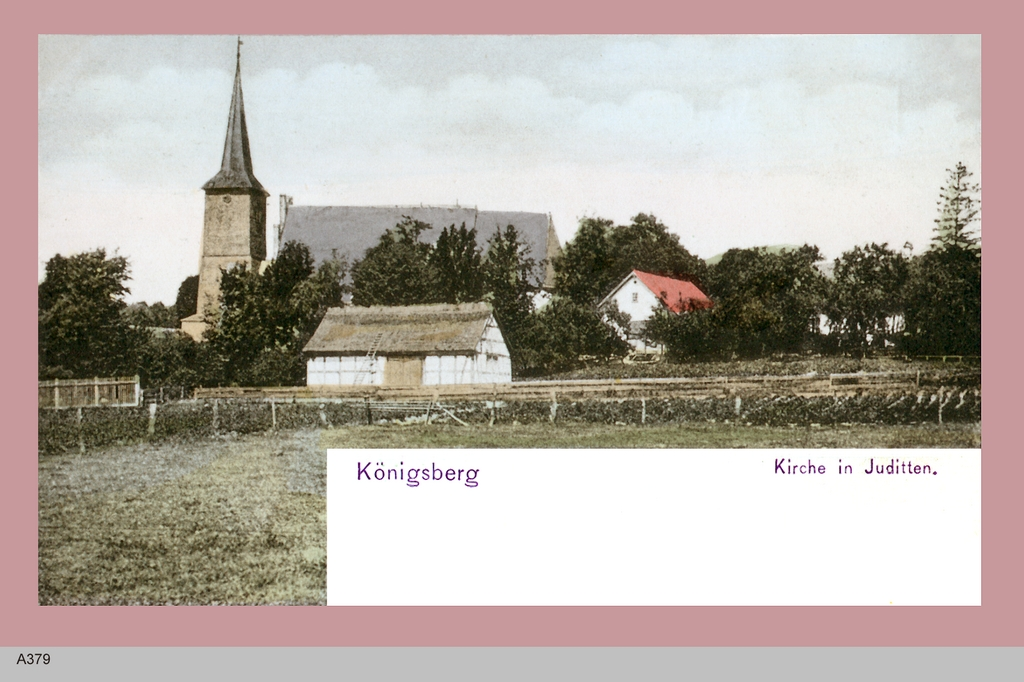
De kerk circa 1908

De Kerk van Juditten behoort tot de oudste kerkgebouwen van het Samland. Ze werd door de Duitse Orde in 1288 als weerkerk gebouwd, alhoewel de kerk destijds ook als bedevaartskerk werd gebruikt. Het oorspronkelijk vlakke koor werd in 1330 samen met het kerkschip van een stergewelf voorzien. De verschillende bouwfases zijn door de verschillende bouwmaterialen goed te volgen: de onderbouw is van baksteen, dat naar boven toe overgaat in vakwerk. Bij de westelijke gevel werd natuursteen gebruikt. De vrijstaande klokkentoren werd in 1820 door een voorhal met het kerkschip verbonden.
Het kerkgebouw overleefde het geweld van de Tweede Wereldoorlog tot de verovering van Juditten door het Rode Leger in 1945 vrijwel onbeschadigd. Toen werd de kerk geplunderd en tot in de jaren 1970 prijsgegeven aan algeheel verval. In de jaren 1960 stortte het dak in, later ook een deel van de muren en de toren.
In het begin van de jaren 1980 werd de ruïne aan de Russisch-orthodoxe Kerk overgedragen, die het tot 1990 restaureerde. De in 1945 vernielde Duitse inrichting werd in de geest van de orthodoxie vervangen. Al op 6 oktober 1985 werd de kerk, als eerste christelijke kerk in Kaliningrad in de Sovjet-periode, aan de heilige Nicolaas gewijd en sindsdien Nicolaaskerk (Russisch: Свято-Никольская церковь) genoemd. Ter ere van de viering van het 1000-jarig jubileum van de kerstening van de Roes' vond er een eerste viering plaats. De kerk is tegenwoordig de hoofdkerk van het gelijknamige vrouwenklooster van de eparchie Kaliningrad-Baltiejsk van de Russisch-orthodoxe Kerk.
In de kerk bevond zich de grafkelder van de familie Von Röder en het graf van veldmaarschalk Johann von Lehwaldt. De Duitse schrijver Johann Christoph Gottsched werd in 1700 in de pastorie geboren.

## Massagraf
Ten zuiden van de kerk bevinden zich massagraven van Duitse burgers, die van 1945 tot 1947 aan honger, ziekte en ontbering stierven.